# South Tawton
South Tawton – wieś w Anglii, w hrabstwie Devon, w dystrykcie West Devon. Leży 26 km na zachód od miasta Exeter i 278 km na zachód od Londynu. W 2005 miejscowość liczyła 1255 mieszkańców.